# محافظة تنومة
تنومة، هي محافظة سعودية تقع جنوب غرب المملكة العربية السعودية في منطقة عسير على سلسلة جبال السروات، تقع على طريق الطائف - أبها، شمال مدينة أبها بحوالي 125 كم تقريباً.

## السكان
- بلغ عدد سكان محافظة تنومة (17,756) نسمة حسب تعداد السعودية 2022، عدد السعوديين (11,543) نسمة، وعدد غير السعوديين (6,213) نسمة.[1]
- بلغ عدد سكانها، بحسب إحصاء عام 2010م، نحو 20 ألف نسمة.

## الحدود
يحدها من الشمال محافظة النماص، ومن الجنوب مركز بلسمر، وغرباً محافظة بارق، ويحدها من الشرق والجنوب الشرقي وادي بن هشبل وصمخ وبيشة وبذلك يبلغ مجموع أطوال الحدود في محافظة تنومة الإدارية 149,5 كيلو متر تقريباً.

## المناخ
مناخ محافظة تنومة معتدل طوال أيام السنة، وتتميز منطقة تنومة بقلة البرودة وانخفاض كثافة الضباب الحاجب للرؤية معظم أيام فصل الشتاء، واعتدال جوها صيفاً وذلك يعود إلى انخفاض وادي تنومة والتي تحيط به سلاسل جبلية متباينة الارتفاع. وتهب على تنومة الرياح الموسمية الجنوبية الغربية في فصل الصيف، ويؤدي ذلك إلى اعتدال درجات الحرارة وسقوط الأمطار الموسمية الصيفية عندما تصطدم هذه الرياح المحملة ببخار الماء بالمرتفعات وتتميز الحرارة في تنومة بتأثرها بالارتفاع القريب عن مستوى سطح البحر، ولذلك تكون درجات الحرارة معتدلة في فصل الصيف وخاصة فترات النهار. وتختلف درجات الحرارة صيفأ في المرتفعات عنها في المنخفضات حيث تكون درجة الحرارة فيها أعلى منها في المرتفعات. ويتكون على منطقة تنومة سحب ركامية ينتج عنها سقوط الأمطار في فصل الصيف، كما تسقط الأمطار بغزارة وحبات البرد في فصل الشتاء 
وتسقط الأمطار الموسمية الغزيرة في فصل الصيف بمعدل 400 - 500 ملم سنوياً.

## المنتزهات
يوجد بها العديد من المنتزهات من أهمها:
- منتزه المحفار: وهو من أجمل منتزهات تنومة يقع غرب مدينة تنومة ويطل على تهامة كما أنه من أقدم منتزهات تنومة، ويُشرف على أماكن أثرية، كما يتواجد جبل جلالة الذي يقع وسط غاباته الكثيفة، ويبعد عن الطريق العام أربعة كيلو مترات.
- منتزه الشرف: يتميز بوجود صخرة عملاقة غاية في الجمال، ويقع شمال تنومة، ويطل على الناحية الشرقية على بلدة "سبت تنومة"، أما من الجهة الغربية فيطل على تهامة.
- منتزه الأمير نايف-رحمه الله: ويقع في الجنوب الغربي من تنومة.
- منتزه حديقة شلال دهناء: شلال مائي يصب من ارتفاع شاهق في بحيرة صغيرة مساحتها 2000م، يمتد أمامها وادي دهناء المشهور بأشجار العنب و التين و التفاح، وفي أعلى المنتزه سد خرساني يمكن من خلاله التحكم في عملية الإستفادة من مياه الشلال، ولا يبعد عن الطريق العام سوى ما يُقارب 300م.
- منتزه الحيفة: يقع على بُعد ستة كيلو مترات من الطريق العام مروراً بمنتزه غدانة في الجهة الجنوبية الغربية، ويطل على تهامة، وقد اشتهر بأشجار الطلح و العتم و العرعر وبعض التكوينات الصخرية.
- الشفا: وهي المنطقة المطله على بارق من جهة الغرب وتعتبر أكثر المناطق الجاذبة للسائحين والمقيمين .
- منتزه الأربوعة وبرمة: يقعان في الجهة الغربية لتنومة، ويطل الأول على المنحدرات الغربية، ويشتهر برعي الأغنام وصناعة العسل حيث يمتاز بالزراعة ووفرة الغابات الكثيفة، أما برمة وهي تشتهر بالغابات والتي يخترقها عقبة برمة الترابي، والمؤدي إلى سهول تهامة.
- منتزه وادي ترج وترجس: يقعان إلى الشرق من تنومة، يبعد الأول اثنا عشر كيلاً، والثاني أربعة عشر كيلاً عن الطريق العام، ويربط ترجس بتنومة طريق معبد يمر بقرية الحصون، وتنتشر في هذين الموقعين الأشجار والنباتات و المراعي و المياه الجارية والحيوانات الفطرية و الآثار التاريخية.
- منتزه مناصب: يقع في الجهة الجنوبية الشرقية لتنومة، وتكثر فيه أشجار الزيتون البري، والطلح، وحوله الكثير من المراعي والغدران.
- منتزهات جبل منعاء: تقع في الجهة الشرقية من تنومة على قمة جبل منعاء، وتشتهر هذه المنتزهات بلطافة جوها، وانتشار المزارع و الحقول، ووفرة المياه المعدنية.
- منتزه جبل مومة: يقع في الجهة الشمالية الغربية، ويقع على قمة جبل ضخم يشرف على تهامة، وفيه مدرجات زراعية وبيوت مأهولة بالسكان.
- منتزه القمراء: يقع في الجهة الغربية، ويحتوي على أشجار تمتاز بالكثافة والمدرجات الزراعية، والأشجار العطرية كالعنبر، والفُل البري، و النيم، والشذاب، كما تقع أسفله منطقة الفواح التي تمتاز بالأبخرة المائية الساخنة الخارجة من الشقوق الصخرية، والمصحوبة بصوتٍ يشبه الفحيح الناتج عن ضغط البخار داخل الصخور وخارجها.[2]
- شعف آل سودة
- عثربين: ويقع شمال تنومة
- منتجع تنومه السياحي
- قرية القذال
- قنطان
- العوصاء
- آل خضاري

## الجبال والأودية
تضم تنومة:
- جبال منعاء: تبلغ أعلى قمة في هذه السلسلة وهي قمة طلا حوالي 2600 متر، ويخترق هذه السلسلة الجبلية الشاهقة طريقاً معبداً يصل قراها المتناثرة مثل عتمة - ترتع - آل سيارة - آل رزيق - البطن، ويقال أن هذه السلسلة سميت بمنعاء لمنعتها وتحصنها.
- جبل مومة: ويسمى أيضاً بجبل ذات العود، ويقع في الجهة الشمالية الغربية لتنومة، وله قمة مستوية تنتشر بها القرى والأراضي الزراعية، ويشتهر بكثرة مناحل العسل.
- جبل عكران: ويقع في الجهة الشرقية من تنومة ويوازي سلسلة جبال منعاء، ويتميز هذا الجبل بأنه غني بالآثار ويبلغ ارتفاعه 2480 متراً.
- جبل بعطان
- جبل عيسى
- جبل لنبش: ويقع في شمال تنومة
- جبل جلاله: وهو جبل صغير يقع في الجهة الغربية من تنومة ويطل على مشارف تهامة وحوله منتزه المحفار.
- جبل سعوان
- جبل (عبدا، وليمع): وهي جبال تتوسط تنومه
- جبال قريش: وتقع جنوب تنومة وتليها جبال بلاد بللسمر وبها عدة قرى ومزارع.

'وفيها العديد من الأودية ومنها :
- وادي تريس: ويعد من أهم الأودية وأطولها ويصب فيه عدد من الروافد الصغيرة، بالإضافة إلى وجود أودية أخرى من أشهرها وادي المطعن ووادي مليح ووادي تنومة، إضافة إلى الكثير من البحيرات الصغيرة الغنية بالمياه وتسمى محليا بالكظايم وفردها كظامة ولها مجار خاصة تسمى بالدبول مدفونة تحت الأرض وتمتد إلى المزارع البعيدة عنها لريها وسقيها.
- وادي الغيل بجبل بعطان.
- أودية ترج: المشهور تاريخياً والذي يقال أنه كان مأسدة من مآسد الجزيرة العربية قديماً، ويعد أكبر أودية المنطقة وأشهرها.

## الزراعة
تنومه منطقه زراعية، وقد اتخذ السكان من الجبال مدرجات زراعية منذ القدم وكذلك على منحدرات وضفاف الأودية وعلى امتداد جوانبها البساتين والحقول الخصبة .
وتعتمد الزراعة في تنومة على مياه الأمطار والآبار والعيون، ومن أهم المنتجات الزراعية بتنومة الحبوب بأنواعها(القمح والذرة والشعير) والعدس (البلسن) والفواكه كالعنب الأبيض والأسود والرمان والتين الشوكي (البرشوم) والتين والخوخ (الفرسك) والمشمش والتفاح والبرتقال والحبحب .
ومن الخضروات :البطاطس والبصل والبامية والكوسا والفاصوليا والكراث والفجل والرجلة والخس واللملفوف والجزر والسبانخ والبقدونس والكزبرة والخيار والقثاء والطماطم.
وتشتهر تنومة بكثرة غاباتها وكثافة أشجارها التي تختلف أنواعها بين : الطلح والعرعر والزيتون البري المسمى ( العتم ) والنباتات العطرية كالريحان والبرك والشيح والورود.
أما العسل فتشتهر تنومة بإنتاج أجود أنواعه وأفضلها وبها العديد من المناحل التي تعتمد على النباتات الطبيعية.

## شلالات الدهناء
شلالات الدهناء في تنومة أحد أهم المعالم الطبيعية البارزة التي اشتهرت بها تنومة وتقع هذه الشلالات جنوب تنومه في قرية الدهناء وتنهمر الشلالات بعد سقوط الأمطار وفيضان سد الدهناء، ويعتبر من المعالم السياحية المميزة لتنومة حيث يتوقف لرؤيته الكثير من السياح والزوار ويسمى شلال الدهناء نسبة إلى القرية التي يقع فيها.

## انظر ايضاً
- منطقة عسير

## روابط خارجية
- موقع محافظة تنومة.
- تنومة .. ساحرة يميزها شلالاتها والأساطير التي تكتنف نقوش وكهوف جبالها.